# Platypthima dispar
Platypthima dispar är en fjärilsart som beskrevs av James John Joicey och Talbot 1921. Platypthima dispar ingår i släktet Platypthima och familjen praktfjärilar. Inga underarter finns listade i Catalogue of Life.